# Championnat DTM 1995
La saison 1995 du DTM a été la 12e saison du championnat de voiture de tourisme allemand. Le pilote allemand Bernd Schneider a remporté le titre pilote et Mercedes-Benz le titre constructeur.
Cette saison fut marquée par la jonction de l'ITCS dans le championnat allemand, ce qui créera, au fil de la saison, de nombreux quiproquos entre les deux championnats.

## Engagés
| Écurie              | Voiture              | #  | Pilote               |
| ------------------- | -------------------- | -- | -------------------- |
| Opel Team Rosberg   | Opel Calibra V6 4x4  | 1  | Klaus Ludwig         |
| Opel Team Rosberg   | Opel Calibra V6 4x4  | 2  | Keke Rosberg         |
| AMG-Mercedes        | Mercedes C-Class V6  | 3  | Jörg van Ommen       |
| AMG-Mercedes        | Mercedes C-Class V6  | 4  | Jan Magnussen        |
| Zakspeed Mercedes   | Mercedes C-Class V6  | 5  | Alexander Grau       |
| Zakspeed Mercedes   | Mercedes C-Class V6  | 6  | Kurt Thiim           |
| Zakspeed Mercedes   | Mercedes C-Class V6  | 16 | Louis Krages         |
| Zakspeed Mercedes   | Mercedes C-Class V6  | 17 | Ellen Lohr           |
| Alfa Corse          | Alfa Romeo 155 V6 Ti | 7  | Alessandro Nannini   |
| Alfa Corse          | Alfa Romeo 155 V6 Ti | 8  | Nicola Larini        |
| Opel Team Joest     | Opel Calibra V6 4x4  | 9  | Manuel Reuter        |
| Opel Team Joest     | Opel Calibra V6 4x4  | 10 | Yannick Dalmas       |
| Opel Team Joest     | Opel Calibra V6 4x4  | 20 | J.J. Lehto           |
| Opel Team Joest     | Opel Calibra V6 4x4  | 21 | Ni Amorim            |
| Schübel Engineering | Alfa Romeo 155 V6 Ti | 11 | Christian Danner     |
| Schübel Engineering | Alfa Romeo 155 V6 Ti | 12 | Michele Alboreto     |
| Alfa Corse 2        | Alfa Romeo 155 V6 Ti | 13 | Gianni Giudici       |
| Alfa Corse 2        | Alfa Romeo 155 V6 Ti | 25 | Stig Amthor          |
| Alfa Corse 2        | Alfa Romeo 155 V6 Ti | 26 | Giancarlo Fisichella |
| Alfa Corse 2        | Alfa Romeo 155 V6 Ti | 27 | Markku Alén          |
| Alfa Corse 2        | Alfa Romeo 155 V6 Ti | 28 | Fabrizio Giovanardi  |
| Alfa Corse 2        | Alfa Romeo 155 V6 Ti | 29 | Giampiero Simoni     |
| Alfa Corse 2        | Alfa Romeo 155 V6 Ti | 30 | Gabriele Tarquini    |
| D2 AMG-Mercedes     | Mercedes C-Class V6  | 14 | Bernd Schneider      |
| D2 AMG-Mercedes     | Mercedes C-Class V6  | 15 | Dario Franchitti     |
| Euroteam            | Alfa Romeo 155 V6 Ti | 18 | Stefano Modena       |
| Euroteam            | Alfa Romeo 155 V6 Ti | 19 | Michael Bartels      |
| Persson Motorsport  | Mercedes C-Class V6  | 22 | Uwe Alzen            |
| Persson Motorsport  | Mercedes C-Class V6  | 23 | Bernd Mayländer      |
| Ruch Motorsport     | Mercedes C-Class V6  | 24 | Gerd Ruch            |

## Calendrier
| Épreuve | Épreuve | Circuit     | Date         | Pole Position    | Meilleur tour    | Vainqueur pilote | Vainqueur écurie    |
| ------- | ------- | ----------- | ------------ | ---------------- | ---------------- | ---------------- | ------------------- |
| 1       | R1      | Hockenheim  | 23 avril     | Nicola Larini    | Bernd Schneider  | Bernd Schneider  | D2 AMG-Mercedes     |
| 1       | R2      | Hockenheim  | 23 avril     | Nicola Larini    | Bernd Schneider  | Bernd Schneider  | D2 AMG-Mercedes     |
| 2       | R1      | AVUS        | 7 mai        | Kurt Thiim       | Kurt Thiim       | Kurt Thiim       | Zakspeed Mercedes   |
| 2       | R2      | AVUS        | 7 mai        | Kurt Thiim       | Course annulée   | Course annulée   | Course annulée      |
| 3       | R1      | Norisring   | 25 juin      | Bernd Schneider  | Bernd Schneider  | Christian Danner | Schübel Engineering |
| 3       | R2      | Norisring   | 25 juin      | Bernd Schneider  | Bernd Schneider  | Bernd Schneider  | D2 AMG-Mercedes     |
| 4       | R1      | Diepholz    | 23 juillet   | Michael Bartels  | Nicola Larini    | Michael Bartels  | Euroteam            |
| 4       | R2      | Diepholz    | 23 juillet   | Michael Bartels  | Jan Magnussen    | Michael Bartels  | Euroteam            |
| 5       | R1      | Nürburgring | 20 août      | Bernd Schneider  | Kurt Thiim       | Bernd Schneider  | D2 AMG-Mercedes     |
| 5       | R2      | Nürburgring | 20 août      | Bernd Schneider  | Alexander Grau   | Bernd Schneider  | D2 AMG-Mercedes     |
| 6       | R1      | Singen      | 17 septembre | Dario Franchitti | Kurt Thiim       | Kurt Thiim       | Zakspeed Mercedes   |
| 6       | R2      | Singen      | 17 septembre | Dario Franchitti | Dario Franchitti | Kurt Thiim       | Zakspeed Mercedes   |
| 7       | R1      | Hockenheim  | 15 octobre   | Dario Franchitti | Kurt Thiim       | Klaus Ludwig     | Opel Team Rosberg   |
| 7       | R2      | Hockenheim  | 15 octobre   | Dario Franchitti | Yannick Dalmas   | Klaus Ludwig     | Opel Team Rosberg   |

## Classement
| Pos | Pilote               | Equipe              | Voiture              | Victoires | Points |
| --- | -------------------- | ------------------- | -------------------- | --------- | ------ |
| 1   | Bernd Schneider      | D2 AMG-Mercedes     | Mercedes C-Class V6  | 5         | 138    |
| 2   | Jörg van Ommen       | AMG-Mercedes        | Mercedes C-Class V6  | 0         | 113    |
| 3   | Klaus Ludwig         | Opel Team Rosberg   | Opel Calibra V6 4x4  | 2         | 80     |
| 4   | Kurt Thiim           | Zakspeed Mercedes   | Mercedes C-Class V6  | 3         | 78     |
| 5   | Dario Franchitti     | D2 AMG-Mercedes     | Mercedes C-Class V6  | 0         | 74     |
| 6   | Nicola Larini        | Alfa Corse          | Alfa Romeo 155 V6 Ti | 0         | 71     |
| 7   | Alexander Grau       | Zakspeed Mercedes   | Mercedes C-Class V6  | 0         | 68     |
| 8   | Jan Magnussen        | AMG-Mercedes        | Mercedes C-Class V6  | 0         | 49     |
| 9   | Christian Danner     | Schübel Engineering | Alfa Romeo 155 V6 Ti | 1         | 48     |
| 10  | Michael Bartels      | Euroteam            | Alfa Romeo 155 V6 Ti | 2         | 47     |
| 11  | Alessandro Nannini   | Alfa Corse          | Alfa Romeo 155 V6 Ti | 0         | 44     |
| 12  | Manuel Reuter        | Opel Team Joest     | Opel Calibra V6 4x4  | 0         | 39     |
| 13  | J.J. Lehto           | Opel Team Joest     | Opel Calibra V6 4x4  | 0         | 36     |
| 14  | Uwe Alzen            | Persson Motorsport  | Mercedes C-Class V6  | 0         | 34     |
| 15  | Giancarlo Fisichella | Alfa Corse 2        | Alfa Romeo 155 V6 Ti | 0         | 30     |
| 16  | Stefano Modena       | Euroteam            | Alfa Romeo 155 V6 Ti | 0         | 26     |
| 17  | Ellen Lohr           | Zakspeed Mercedes   | Mercedes C-Class V6  | 0         | 18     |
| 18  | Keke Rosberg         | Opel Team Rosberg   | Opel Calibra V6 4x4  | 0         | 17     |
| 19  | Yannick Dalmas       | Opel Team Joest     | Opel Calibra V6 4x4  | 0         | 17     |
| 20  | Bernd Mayländer      | Persson Motorsport  | Mercedes C-Class V6  | 0         | 12     |
| 21  | Ni Amorim            | Opel Team Joest     | Opel Calibra V6 4x4  | 0         | 5      |
| 22  | Michele Alboreto     | Schübel Engineering | Alfa Romeo 155 V6 Ti | 0         | 4      |
| 23  | Louis Krages         | Zakspeed Mercedes   | Mercedes C-Class V6  | 0         | 3      |
| 24  | Stig Amthor          | Alfa Corse 2        | Alfa Romeo 155 V6 Ti | 0         | 1      |